# Phytomyza aquilegiae
Phytomyza aquilegiae este o specie de muște din genul Phytomyza, familia Agromyzidae, descrisă de Hardy în anul 1849. Conform Catalogue of Life specia Phytomyza aquilegiae nu are subspecii cunoscute.